# Léal Souvenir
Léal Souvenir of Timotheos of Portret van een man is een schilderij in olieverf op paneel (eikenhout) van de hand van Jan van Eyck dat zich in de  National Gallery in Londen bevindt met inv. nr. NG290. Het paneel is door Van Eyck gesigneerd en gedateerd in een inscriptie op de borstwering. Het paneel was tot 1857 in het bezit van de verzamelaar Karl Ross uit München en werd in dat jaar verworven door de National Gallery in Londen.

## Beschrijving
Van Eyck schilderde het portret van een jonge man met vrij individuele trekken wat laat vermoeden dat het om een reëel persoon gaat eerder dan over een geïdealiseerd model wat gebruikelijk was in de vroege noordelijke renaissance. De geportretteerde moet voldoende belangrijk geweest zijn aan het hof van Filips de Goede om geportretteerd te worden door de hofschilder. Hij lijkt zo goed als kaal te zijn, heeft geen wenkbrauwen en de wimpers werden bij een restauratie toegevoegd. Hij draagt een rode houppelande afgezet met bruinachtig bont aan de hals en zijn hoofd is bedekt met een groene kaproen over een puntige kap. Hij draagt geen ringen of andere juwelen en lijkt geen rijk man te zijn, geen lid van de aristocratie, de hoge clerus of de hoge bourgeoisie. Zijn gelaatsuitdrukking contrasteert met zijn pretentieloos voorkomen, hij is mijmerend en in zichzelf gekeerd weergegeven. Op de steen onderaan het beeld heeft Jan van Eyck drie lijnen tekst weergegeven waarvan de middelste in de steen gebeiteld lijkt, terwijl de bovenste en de onderste op de steen geschilderd lijken. De geportretteerde houdt een opgerold perkament in de hand waarop we zes zinnen kunnen zien, maar de tekst is onleesbaar. In de vroege portretten van Jan van Eyck hield de geportretteerde dikwijls iets in de hand dat naar zijn beroep verwees.

## De teksten
De middelste tekst in het Frans, afgebeeld als gebeiteld in de steen in een grote capitalis monumentalis, luidt: “LEAL SOVVENIR” of getrouwe herinnering. De woorden zijn gescheiden door een breuklijn in de steen. Dit is de enige Franse tekst die op een schilderij van Jan van Eyck is teruggevonden. Deze tekst kan zowel betekenen dat het schilderij een getrouwe weergave was van de zitter, maar evengoed dat het gemaakt was om de afgebeelde man in herinnering te houden.
Daarboven vinden we de tekst gespeld in Griekse letters "TYΜ.ωΘΕΟϹ". De laatste letter is gedeeltelijk weg door een afgesprongen steenschilfer, maar de kunsthistorici zijn het erover eens dat het een vierkante C of sigma was. Deze tekst werd geassocieerd met de naam Timotheus, maar die naam kwam tot bij het begin van de 16e eeuw niet voor in Vlaanderen of bij uitbreiding in Noord-Europa. Panofsky dacht dan ook dat de naam een metoniem was die via een bekende persoon in de antieke oudheid verwees naar de eigenlijke zitter.
Onderaan vinden we een als geschilderd weergegeven Latijnse tekst geschreven in een bastarda: “Actu[m] an[n]o d[omi]ni- 1432- 10 die octobris - a ioh[anne] de Eyck” (Gemaakt op 10 oktober 1432 door Jan van Eyck). Volgens kenners is deze tekst vrij ongebruikelijk en lijkt op de taal gebruikt in legale of notariële documenten. Het opgerolde perkament dat de geportretteerde in zijn hand houdt lijkt op een legaal document, op basis hiervan wordt geopperd dat de geportretteerde een notaris of iemand betrokken bij het gerecht zou kunnen zijn.

## De zitter
De interpretatie van de in Griekse letters geschreven tekst is sedert 1949, toen Erwin Panofsky zijn versie over de betekenis van "TYΜ.ωΘΕΟϹ" publiceerde, een geliefkoosd onderwerp geworden bij de kunsthistorici. Men trachtte aan de hand van de tekst te bepalen wie op het schilderij werd afgebeeld. Er is een aantal studies gepubliceerd die telkens andere theses aanreiken:
- 1949: Panofsky: de componist Gilles Binchois werkzaam aan het hof van Filips de Goede[4]
- 1955: Maurice Brockwell: een Griekse handelaar[7]
- 1961-1963: Maria Julieta Ruival: de Infante Dom Henrique van Portugal
- 1978: Wendy Wood: de beeldhouwer Gilles de Backere werkzaam aan het hof van Filips de Goede.[8][9]
- 1979: Zdislaw Kępińnski: Jean de Croÿ[10]
- 1980: Elizabeth Dhanens, stelde de naam Thomas voor ipv. Timotheos[11]
- 1989: Dieter Jansen: een zelfportret[12]